# 7465 Мунканбер
7465 Мунканбер (7465 Munkanber) — астероїд головного поясу, відкритий 31 жовтня 1989 року.
Тіссеранів параметр щодо Юпітера — 3,609.